# Oktán
Az oktán 8 szénatomot tartalmazó, nyílt láncú telített szénhidrogén: alkán. Neve a görög októ (οκτώ = nyolc) szóból származik.
Képlete CH3(CH2)6CH3. 18 szerkezeti izomerje létezik.
Az egyik izomerjének, a 2,2,4-trimetilpentánnak vagy izooktánnak nagy a jelentősége, ez az oktán-skála 100-as pontja, míg a 0 pont az n-heptán.
|                      |
| 2,2,4-trimetilpentán |

Az oktán fontos komponense a benzinnek.
Az oktán 18 szerkezeti izomerje:
- oktán (n-oktán) H3C–CH2–CH2–CH2–CH2–CH2–CH2–CH3
- 2-metilheptán H3C–CH(CH3)–CH2–CH2–CH2–CH2–CH3
- 3-metilheptán H3C–CH2–C*H(CH3)–CH2–CH2–CH2–CH3 (királis)
- 4-metilheptán H3C–CH2–CH2–CH(CH3)–CH2–CH2–CH3
- 3-etilhexán H3C–CH2–CH(CH2–CH3)–CH2–CH2–CH3
- 2,2-dimetilhexán H3C–C(CH3)2–CH2–CH2–CH2–CH3
- 2,3-dimetilhexán H3C–CH(CH3)–C*H(CH3)–CH2–CH2–CH3 (királis)
- 2,4-dimetilhexán H3C–CH(CH3)–CH2–C*H(CH3)–CH2–CH3 (királis)
- 2,5-dimetilhexán H3C–CH(CH3)–CH2–CH2–CH(CH3)–CH3
- 3,3-dimetilhexán H3C–CH2–C(CH3)2–CH2–CH2–CH3
- 3,4-dimetilhexán H3C–CH2–C*H(CH3)–C*H(CH3)–CH2–CH3 (királis, mezo forma is létezik)
- 2-metil-3-etilpentán H3C–CH(CH3)–CH(CH2–CH3)–CH2–CH3
- 3-metil-3-etilpentán H3C–CH2–(H3C)C(CH2–CH3)–CH2–CH3
- 2,2,3-trimetilpentán H3C–C(CH3)2–C*H(CH3)–CH2–CH3 (királis)
- 2,2,4-trimetilpentán (izooktán) H3C–C(CH3)2–CH2–CH(CH3)–CH3
- 2,3,3-trimetilpentán H3C–CH(CH3)–C(CH3)2–CH2–CH3
- 2,3,4-trimetilpentán H3C–CH(CH3)–CH(CH3)–CH(CH3)–CH3
- 2,2,3,3-tetrametilbután H3C–C(CH3)2–C(CH3)2–CH3

Néhány szerkezeti izomerben kiralitáscentrum is található (a fenti szerkezeti képletekben *-gal jelölve), ezeknél fellép az optikai izoméria jelensége is.